# 白花こう
白花 こう（しらはな こう、1991年8月7日 - ）は、日本の元AV女優。GG所属。もう一つのプロフィール1990年8月7日

## 略歴
2022年1月、マドンナ専属女優としてAVデビュー。
2022年7月より専属を離れ企画単体女優となる。
2022年7月17日、格闘技イベント「BreakingDown5」大会に出場し、52キロ以下契約ストロー級キックボクシングルールで森田舞夢と対戦。判定負けした。
2023年1月17日にTwitterにて2024年1月1日をもってAV業界からの引退を表明したが、その後1月21日に引退時期を2023年4月に早めると発表した。

## 人物
初体験は16歳の時で、相手は学校の先輩だった彼。
AVに出演したことがある友人から話を聞いて「楽しそう」と思ったことがAV女優となったきっかけ。
格闘技はBreakingDown出場までに1年半ジムに通って本格的なトレーニングを積んでいた。試合前には、元AV女優でタレントの明日花キララからエールを送られていた。

## 作品

### アダルトDVD
- この美貌、この色気、1秒たりとも目が離せない―。 白花こう 31歳 AV DEBUT（1月11日、マドンナ）※Blu-ray Disc版も同時発売
- 1秒たりとも目が離せないイイオンナ 覚醒 性欲が尽き果てるまで貪り合う汗だく濃密接吻セックス（2月8日、マドンナ）
- 出張先のビジネスホテルでずっと憧れていた女上司とまさかまさかの相部屋宿泊（4月12日、マドンナ）
- 大型専属『初』本格NTR作品―。 「お前の奥さんに恋人のフリをして欲しいんだ…。」 親友に懇願されて最愛の妻を貸し出した僕の最悪な結末…。（5月10日、マドンナ）
- 「夫では満足できなくて…」 パート先の巨根店長に堕ちた人妻（6月14日、マドンナ）
- 予約半年待ちリピ率100% 某メンズエステ店 密室×密着 イキ過ぎた禁断サービス 3（7月10日、DOC）
- 素人女子大生ガチナンパ! うすーいラップ一枚挟んで童貞君と素股体験してみませんか? すぐに破れて生ち●ぽがズボッ! 「Hはダメっ!」と戸惑う素人娘にそのまま中出ししちゃいました! 美人のみ選りすぐり6名5時間スペシャル（8月26日、赤面女子）
- ガチナンパ! 初めて素股絶頂を知ったセレブ女子大生 未知の快感に痙攣潮吹き! 中出し13発! イキ数測定不能!（9月15日、ピーターズ）
- 夫には言えない… 義父に犯され続けていることを…。（9月20日、プラネットプラス）
- 上司と部下の妻 19 〜私を助けるために妻はアイツに抱かれた〜（9月27日、ながえスタイル）※Blu-ray Disc版も同時発売
- ナンパコ No.41（9月27日、FIRST STAR）※「花」名義
- 人妻の花びらめくり（10月18日、）
- 見境なく男を喰い漁る セックス依存妻（11月1日、KSB企画）
- 『愛し合う夫婦が残したいメモリアルヌードフォト』と題された雑誌の特集だと妻を騙し、絶倫チ○ポ男と素肌密着偽撮影会で寝取られ検証!! VOL.2 旦那よりも若くてカチカチに反り返ったチ○ポがマ○コまで1cmに超接近して奥さん急激欲情!?旦那が近くにいるにも関わらず生中出し!!12発（11月11日、赤面女子）
- 【素人個撮】どこでもフェラチオ美少女 3 10名（11月22日、S級素人）
- 絶叫!悶絶!ポルチオ開発! 子宮の奥にある奥の奥でイク女 8（11月22日、セレブの友）
- ホイホイえろきゅん 5 素人ホイホイ・えろきゅん・個人撮影・美女・マッチングアプリ・ハメ撮り・素人・SNS・裏アカ・酒好き・顔射・美乳・コスプレ・3発射（11月22日、素人ホイホイ）
- 素人主婦4名 白昼不倫セックス流出 寝ている旦那の傍で背徳の汗だく連続生交尾（12月1日、素人39）
- ざわつく日曜日 volume08（12月9日、プレステージ）
- あなたの奥さんを『寝取らせ屋』がNTRさせて頂きます! 2（12月27日、セレブの友）
- 東京中出し部! vol.07（12月27日、MERCURY）

### ネット配信
- No.1239 今吉 こう（6月9日、舞ワイフ）※「今吉こう」名義
- こうさん（6月15日、素人ホイホイ）※「こう」名義
- 白瀬かれん（6月30日、東京恋人）※「白瀬かれん」名義
- 【同性とも付き合ったことがあります】経験豊富でスタイル抜群のお姉さん。ちょっとした前戯でパンティにシミを作るいやらしいおま○こに興奮してバキバキになったチ○ポを挿入、腰崩壊寸前のノンストップピストンが炸裂する……! ネットでAV応募→AV体験撮影 1878（7月16日、シロウトTV）※「こう」名義
- <性欲旺盛ドMアスリート妻>運動大好き自分磨きにぬかりない超美BODY奥様登場!!クールに見えてまさかのドM属性持ち!?「もっと激しく…」「首●めて…」とドMプレイ懇願からの美人顔を快感に歪めてのアクメイキ!!（7月31日、プレステージプレミアム）※「こう」名義
- マジ軟派、初撮。 1840 大人の色気漂うお姉さんをナンパ!恋バナ→オナニー談義→SEXに発展!スレンダーな体にスベスベの小尻…ホテルの一室に卑猥な吐息を響かせ、体を仰け反らせる!（8月14日、ナンパTV）※「こう」名義
- No.1258 今吉 こう 蒼い再会（8月16日、舞ワイフ）※「今吉こう」名義
- こうさん（8月23日、俺の素人-Z-）※「こう」名義、DVD『素人女子大生ガチナンパ!〜』の白花こう出演部分
- <無断中出しNTR>彼にもされたこと無い中出しを…。渋谷でイケイケなカップルを散策!見つけたのはモデル級美女。AVに出たい気持ちは無いが、刺激が欲しい彼の想いに答える為出演を覚悟!実は彼の優しすぎるSEXにも不満はあるしい。じゃあ男優のデカチンで掻き回してやろう!しかしいざ始まるとやはり抵抗感を見せる彼女。しかし段々と淫らに引き締まった身体を仰け反らし人生初の潮噴きまで経験!!しかし最後は涙…（8月31日、NTR.net）※「ゆりか」名義
- ハナさん（9月7日、素人ホイホイ）※「ハナ」名義
- KOU（9月16日、素人ホイホイSH）※「KOU」名義
- 品格漂うセレブJD 性に目覚めて豹変ビッチ化!（9月16日、E★ナンパDX）※「えりか」名義
- 【タイトな白い服が映えるスレンダーメンエス嬢。パンツがチラチラ見えるけど、そんなゲスな視線は長い手足で一蹴。過激な馬乗り施術が始まった!】客の体に乗って下腹部押し当て式マッサージ。心地よい感触…癒される!自然に生命力が湧き出てチ●コはビンビン。乳首も執拗にほぐされ、気づけば自ら腰を振って中出し!（10月21日、ドキュメントdeハメハメ）※「早川」名義、DVD『予約半年待ちリピ率100%〜』の白花こう出演部分
- 人妻//フェラバイト。（10月25日、フクロウ）
- こうさん（11月8日、俺の素人-Z-）※「こう」名義、DVD『『愛し合う夫婦が残したい〜』の白川こう出演部分
- 【スレンダー神ボディ】ジム通い長身スレンダー奥さま イケメンセフレのパワーファックでイキまくり吹きまくり意識吹っ飛ぶガチイキ連続中出しアクメハメ撮り流出!!【美人妻ぶっ壊れ】（11月12日、心斎橋ハードコア）※「こう」名義
- 白花さん（12月1日、素人ペイペイ）※「白花」名義

### デジタル写真集
- 夫には言えない… 義父に犯され続けていることを…。（2022年9月20日、プラネットプラス）

## 出演

### YouTube
- 【スレンダー】友達が出演してたからノリで△▽女優になっちゃった美女（2022年5月21日、△▽女優に聞いてみた）
- 白花こうのA○を観てたら本人が乗り込んできた（2022年7月29日、KAI Channel / 朝倉海）

## 掲載

### 雑誌
- 月刊FANZA 2022年4月号（ジーオーティー） - インタビュー「HATSUMONO!」
- VIBES Vol.348 2022年10月号（源） - 表紙、グラビア
- 週刊プレイボーイ 2022年 No.47（集英社） - 「顔だけでヌケる!! 新世代「いい女」AV女優10人!!」